# Tornareccio
Tornareccio is een gemeente in de Italiaanse provincie Chieti (regio Abruzzen) en telt 1968 inwoners (31-12-2004). De oppervlakte bedraagt 27,7 km², de bevolkingsdichtheid is 72 inwoners per km².

## Demografie
Tornareccio telt ongeveer 772 huishoudens. Het aantal inwoners daalde in de periode 1991-2001 met 5,1% volgens cijfers uit de tienjaarlijkse volkstellingen van ISTAT.
| Jaar | Inwoneraantal |
| ---- | ------------- |
| 1991 | 2052          |
| 2001 | 1948          |

## Geografie
De gemeente ligt op ongeveer 630 m boven zeeniveau.
Tornareccio grenst aan de volgende gemeenten: Archi, Atessa.